# Simone Yoyotte
Pour les articles homonymes, voir Yoyotte.
Simone Yoyotte (née le 17 juillet 1912 à Fontenay-aux-Roses et morte le 4 juillet 1936 à Paris) est une poétesse française.

## Biographie
Fille d'un médecin, elle fut la seule femme à participer à la revue Légitime Défense, fondée en 1932 par de jeunes intellectuels martiniquais à Paris et considérée comme l'un des actes fondateurs de la négritude. Elle contribue à animer le versant féminin de ce mouvement littéraire, avec d'autres femmes telles que Yva Léro, Paulette, Jeanne et Andrée Nardal ou encore Suzanne Roussi Césaire.
Elle fut la première femme afro-descendante à appartenir au surréalisme et participa activement à la revue Le Surréalisme au service de la révolution.
Son frère Pierre Yoyotte (als) est également un poète surréaliste. Elle a épousé à Paris son cousin le sociologue Jules Monnerot. Ils ont une fille, mais elle meurt quelques mois plus tard. 
Elle a laissé une œuvre éparse qui a marqué un tournant significatif dans la littérature antillaise.